# Close My Eyes (singel Sandera van Doorna)
Close My Eyes to elektroniczna piosenka holenderskiego DJ-a i producenta Sandera van Doorna, a także brytyjskiego wokalisty Robbie Williamsa. Utwór został wyprodukowany przez grupę Pet Shop Boys i Chrisa Zippela.

## Lista utworów
Promo CD single
1. Close My Eyes (Radio Edit) (3:05)
2. Close My Eyes (Club Mix) (7:24)
3. Close My Eyes (Dub) (6:08)

Promo CD single
1. Close My Eyes (Radio Edit) (3:05)
2. Close My Eyes (Club Version) (07:26)
3. Close My Eyes (Alternative Club Version) (06:22)
4. Close My Eyes (Dub) (06:07)

CD single
1. Close My Eyes (Radio Edit UK) (02:49)
2. Close My Eyes (Club Mix) (7:24)

CD single (Strictly Limited Fan Edition)
1. Close My Eyes (Radio Edit UK) (02:49)
2. Close My Eyes (Radio Edit) (3:05)
3. Close My Eyes (Club Mix) (7:24)
4. Close My Eyes (Dub) (6:08)
5. Close My Eyes (Video) (03:05)

## Pozycje na listach
| Lista przebojów (2009)       | Pozycja position |
| ---------------------------- | ---------------- |
| Niemcy Singles Top 100 Chart | 33               |
| Holandia Top 100 Chart       | 7                |
| Holandia Dance Chart         | 2                |